# Fidelitas (Hongrie)
Le Fidelitas (hongrois : Fidelitas, prononcé /ˈfidelitas/) est un mouvement politique de jeunesse hongrois, proche du Fidesz-Union civique hongroise (Fidesz-Magyar Polgári Szövetség), fondé en 1996.